# Vuelo 401 de Eastern Air Lines
El vuelo 401 de Eastern Air Lines era un vuelo nacional estadounidense de Nueva York a Miami, operado por un Lockheed L-1011 que se estrelló en los Everglades de Florida durante la noche del 29 de diciembre de 1972, causando la muerte de 101 personas (hubo 77 sobrevivientes, dos de los cuales fallecieron poco después quedando solo 75).
El accidente fue causado por un fallo de la tripulación de vuelo, cuyos miembros no se percataron de que el piloto automático había sido desactivado mientras intentaban solucionar un problema con el indicador del tren de aterrizaje delantero. Se cree que también contribuyeron al accidente la fatiga de los tripulantes y falta de conocimientos de CRM (Crew/Cockpit Resource Management, Gestión de recursos de cabina, en español). Como resultado, el avión fue perdiendo altitud gradualmente sin que la tripulación lo notara y finalmente se estrelló. Fue el primer accidente de un avión de fuselaje ancho y, en su momento, el accidente más grave en 12 años en Estados Unidos (la colisión aérea de Nueva York de 1960 había dejado 134 muertos), hasta que fue superado por el vuelo 191 de American Airlines en 1979, con 273 muertos.
Después del accidente, se reportaron supuestas actividades paranormales en aviones donde se habían utilizado partes recuperadas y reutilizadas de la aeronave siniestrada en otros aviones similares; Eastern Airlines terminó eliminando todos los fragmentos recuperados. Los efectos de este accidente en la industria aeronáutica continúan en la actualidad y derivaron en la creación del Crew (o Cockpit) Resource Management (CRM), una técnica que requiere que las tripulaciones de vuelo dividan el trabajo en la cabina entre los tripulantes disponibles, para asegurarse de que alguien continúe haciéndose cargo de pilotar el avión cuando se tienen problemas. El vuelo 232 de United Airlines es uno de los ejemplos más conocidos de una CRM bien aplicada.

## Accidente

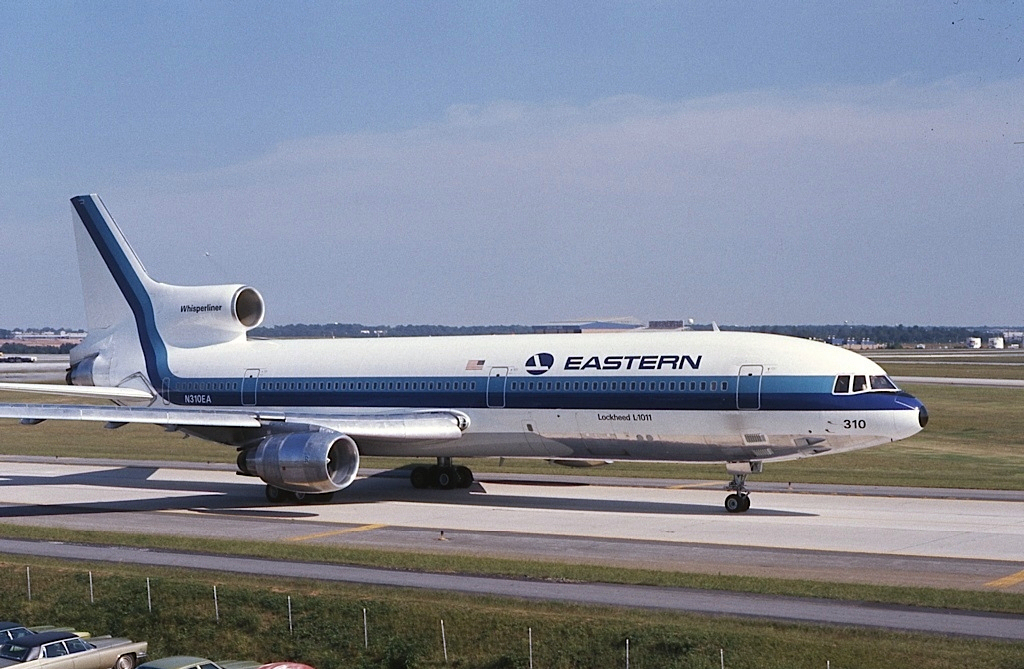
El avión accidentado en diciembre de 1972.

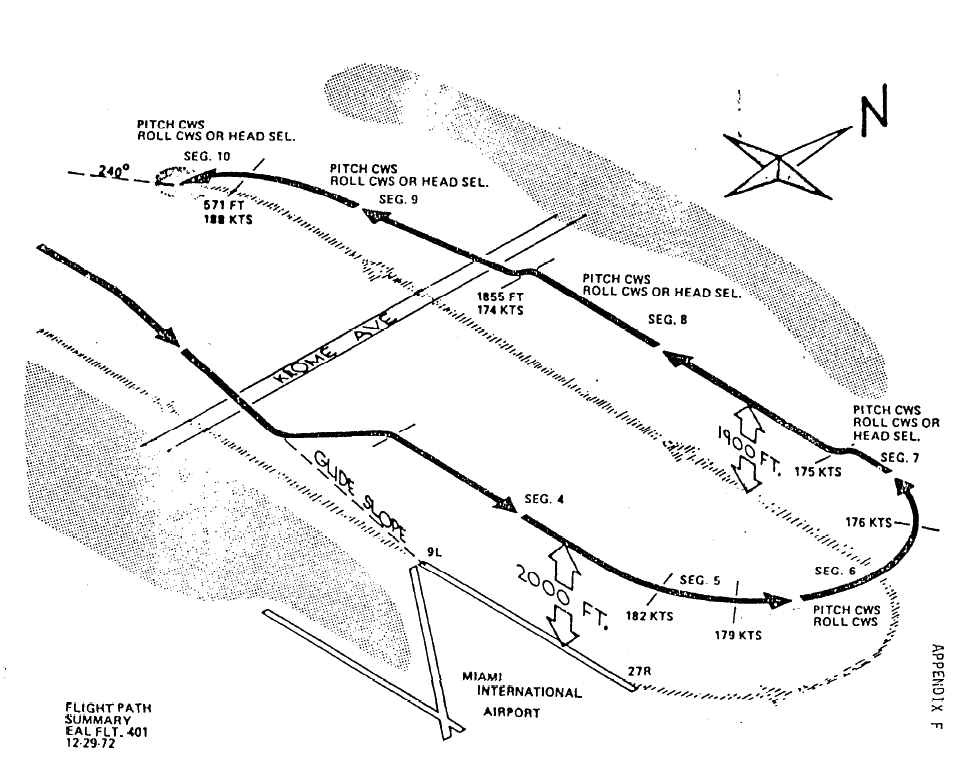
La ruta del avión, tal como se mostró en el informe de la Junta Nacional de Seguridad del Transporte.

El vuelo 401 de Eastern Air Lines, un Lockheed L-1011-1 Tristar de cuatro meses (el duodécimo entregado a la empresa) con 163 pasajeros y trece tripulantes a bordo, partió del Aeropuerto John F. Kennedy en Nueva York el viernes 29 de diciembre de 1972 a las 9:20 p. m., con destino al Aeropuerto Internacional de Miami. El comandante del vuelo era el Capitán Robert Loft, de 55 años de edad, un piloto veterano de Eastern, acompañado por el Primer Oficial Albert Stockstill, de 39 años y por el Segundo Oficial (ingeniero aeronáutico) Donald Repo, de 51. Un cuarto integrante, el técnico oficial de Eastern Angelo Donadeo (quien estaba regresando a Miami tras un encargo en Nueva York) acompañó a la tripulación durante el vuelo. Las diez tripulantes de cabina de pasajeros del vuelo 401 incluían a: Mercedes Ruiz, Sue Tebbs, Adrienne Hamilton (jefe de cabina), Trudy Smith, Dorothy Warnock, Pat Ghyssels, Beverly Raposa, Patty Georgia, Stephanie Stanich y Sharon Transue. Pat Ghyssels (asignada al jumpseat 3L) y Stephanie Stanich (jumpseat 4L) fallecieron en el accidente. 
El vuelo fue rutinario hasta las 11:32 p. m., cuando comenzó a acercarse al Aeropuerto Internacional de Miami. Después de bajar el tren de aterrizaje, el Primer Oficial Stockstill notó que el indicador de que este estaba bajo, una luz verde que debía encenderse cuando el tren estuviera asegurado correctamente, no estaba activa. La causa, descubierta después de mucha investigación, fue que el bombillo estaba quemado: el tren de aterrizaje podría haber sido utilizado normalmente. Los pilotos manipularon el indicador de la posición del tren de aterrizaje pero no consiguieron que la luz funcionara. 
Loft, quien se estaba comunicando por radio a esta altura del vuelo, comunicó que debían abortar el aterrizaje y pidió instrucciones para rodear el aeropuerto. Los controladores le dieron permiso para suspender el descenso, por lo que el avión se elevó a 610 m y luego voló hacia Occidente, sobre la oscura zona de los Everglades.
La tripulación de mando quitó las partes que rodeaban el indicador de la posición del tren de aterrizaje y el Segundo Oficial Repo fue enviado debajo de la cabina para chequear, por una pequeña ventana, si el tren estaba bajo. Cincuenta segundos después de alcanzar la altitud asignada, el Capitán Loft le ordenó al Primer Oficial Stockstill que activara el piloto automático. Durante los siguientes ochenta segundos el avión mantuvo su nivel de vuelo. Luego, descendió treinta metros, mantuvo el nivel durante dos minutos más, y comenzó a descender tan gradualmente que los tripulantes no lo notaron. Durante los siguientes setenta segundos el avión perdió solo 76 metros, pero fue suficiente para que sonara la alarma de advertencia de altitud, ubicada debajo de la estación de trabajo del ingeniero. Éste se encontraba debajo de la cabina, y no hay indicaciones por los datos obtenidos en la caja negra de que el comandante haya oído el pitido. En los siguientes cincuenta segundos, el avión quedó a la mitad de su altitud asignada. 
Cuando Stockstill comenzó a virar nuevamente, a 180 grados, notó el problema. La grabadora de voces de cabina permitió recuperar la siguiente conversación: 
| Stockstill: We did something to the altitude. Loft: What? Stockstill: We're still at 2,000 feet, right? Loft: Hey — what's happening here? | Stockstill: Le hemos hecho algo a altitud. Loft: ¿Qué? Stockstill: Seguimos a 2000 pies, ¿no? Loft:Hey — ¿qué está pasando aquí? |

La aeronave se estrelló en los Everglades, al noreste de Miami, en las cercanías del aeropuerto. La velocidad era 365 kilómetros por hora cuando se precipitó a tierra. La punta del ala izquierda golpeó primero el suelo, después el motor izquierdo y el tren de aterrizaje del mismo lado, creando tres surcos en el suelo, cada uno de un metro y medio de ancho y más de treinta metros de largo. Cuando el cuerpo principal del fuselaje tocó tierra continuó moviéndose por la vegetación y el agua, destrozándose a medida que avanzaba.

## Rescate y consecuencias
Robert "Bud" Marquis, un piloto de hidrodeslizador residente en Homstead, Florida, se encontraba cazando ranas con Ray Dickinsin cuando presenciaron el accidente. Se aproximaron a toda velocidad a la zona para rescatar a los sobrevivientes. Marquis sufrió quemaduras en su cara, brazos y piernas, como resultado el combustible de avión esparcido en el pantano, pero continuó rescatando personas del sitio durante toda la noche y el día siguiente. Por sus esfuerzos, recibió el Premio Humanitario otorgado por la Alianza/Fundación Nacional de los Desastres Aéreos de los Estados Unidos y el Premio Alumitec por "Héroe de hidrodeslizador" por la Asociación Estadounidense de Búsqueda y Rescate en Hidrodeslizador. En 2007 se le otorgó una placa honorífica. Falleció el 21 de noviembre de 2008, debido a complicaciones por unas heridas causadas por una caída un mes antes.
En total, 77 personas sobrevivieron al accidente: 69 de los 163 pasajeros y ocho de las diez auxiliares de vuelo, con 99 muertos durante el choque. De la cabina de mando, solo el ingeniero de vuelo Repo sobrevivió al accidente inicial, junto con el oficial técnico Donadeo, que se encontraba debajo de la cabina con Repo al momento del impacto. Stockstill falleció en el impacto, mientras que el Capitán Loft murió entre los restos del cockpit antes de poder ser transportado a un hospital. Repo pudo llegar al hospital, pero pereció más tarde debido a sus heridas. Angelo Donadeo, el único sobreviviente de los cuatro ocupantes de la cabina, finalmente se recuperó de sus heridas y falleció el 4 de octubre de 2004. El pantano absorbió gran parte de la energía del impacto, disminuyendo el efecto sobre el avión. El mismo pantano salvó varias vidas y bloqueó numerosas heridas de sobrevivientes, evitando que fallecieran desangrados. Sin embargo, también complicó la recuperación de los sobrevivientes, ya que ciertos organismos de los Everglades les causaron infecciones, en especial la bacteria causante de gangrena gaseosa. Ocho pasajeros contrajeron la infección; los médicos usaron cámaras hiperbáricas para tratar a los pasajeros y matar las bacterias. Todos los sobrevivientes sufrieron heridas; sesenta fueron heridos de gravedad y diecisiete tuvieron lesiones menores que no requirieron ser hospitalizados. Las lesiones más comunes fueron fracturas de costillas, columnas vertebrales, pelvis y extremidades inferiores. Catorce sobrevivientes sufrieron quemaduras de distintos grados. La Junta Nacional de Seguridad del Transporte clasificó las heridas de dos pasajeros como "no fatales" dado que sus fallecimientos tuvieron lugar más de siete días después del accidente, por lo que el recuento final en el informe del accidente fue de noventa y nueve víctimas fatales.

## Causa del accidente
La investigación de la Junta Nacional de Seguridad del Transporte permitió descubrir que el piloto automático había cambiado la altitud sin que la tripulación lo notara. Los investigadores creen que esto ocurrió porque el capitán movió accidentalmente los controles cuando giró para hablar con el ingeniero de vuelo, quien estaba sentado detrás y a la derecha de él. La leve presión sobre la palanca puede haber causado que la aeronave comenzara un descenso lento, mantenido por el sistema automático. 
El análisis del sistema de piloto automático del avión mostró que la fuerza requerida para llevar a cabo esta acción era diferente entre los dos controles de vuelo (el ubicado frente al comandante y el ubicado frente al copiloto). Por lo tanto, fue posible que se cambiara el modo automático en el canal A sin que se evidenciara en el canal B, evitando que el Primer Oficial se percatara de la anomalía.
Después de descender 76 metros desde la altitud seleccionada de 609, sonó la alarma de cambio de altura. Esta advertencia, diseñada para advertirles a los pilotos de una desviación involuntaria de la altitud seleccionada, no fue escuchada por los fatigados y frustrados tripulantes. Los investigadores consideraron que esto se debió a que los pilotos estaban concentrados en la luz del tren de aterrizaje que no funcionaba, y a que el ingeniero de vuelo no se encontraba en su asiento al momento de la advertencia, y por lo tanto no pudo haberla oído. Visualmente, dado que era de noche y que la aeronave se encontraba sobrevolando la oscura zona de los Everglades, no había luces en la tierra u otras indicaciones visuales de que el TriStar estaba descendiendo lentamente hacia el pantano. También se descubrió que el Capitán Loft tenía un tumor cerebral que no había sido detectado y que éste podría haberle afectado la visión, aunque los médicos descartaron el tumor como provocador del accidente.
El informe final de la Junta Nacional de Seguridad del Transporte reportó que la causa del accidente fue error del piloto: "el error de la tripulación al no controlar los instrumentos de vuelo durante los cuatro minutos finales del vuelo, y su falla al no detectar el descenso inesperado lo suficientemente rápido como para evitar el impacto contra el suelo. Un error en el funcionamiento de la luz indicadora de la posición del tren de aterrizaje delantero distrajo la atención de los tripulantes hacia los instrumentos y provocó que no se notara el descenso".

## Supuestos avistamientos de fantasmas
Después del accidente y de la investigación, algunas partes intactas del avión siniestrado fueron re-utilizadas en otros aviones L-1011 de la flota de Eastern. En los meses y años siguientes, los empleados de Eastern Air Lines que trabajaban en estos aviones comenzaron a reportar visiones de los tripulantes muertos circulando por los pasillos. Las visiones de los "espíritus" de Don Repo y Bob Loft circularon entre el personal de Eastern Air Lines hasta tal punto que los gerentes de la aerolínea les advirtieron a sus empleados que podrían ser despedidos si los sorprendían relatando historias de fantasmas. 
La historia del accidente y sus consecuencias fue documentada primero en el libro de 1976 El fantasma del vuelo 401, escrito por John G. Fuller, y más tarde en el libro Crash de 1977, escrito por Rob y Sarah Elder. 
En 1978 se crearon dos películas para televisión basadas en el accidente: Crash of Flight 401, emitida en octubre y basada en el libro de los Elder, dramatizó el accidente, los rescates y la investigación de la Junta Nacional de Seguridad del Transporte; por su parte, The Ghost of Flight 401, emitida en febrero, se basó en el libro de Fuller y se centra más en las apariciones de fantasmas posteriores a la tragedia. 
El director ejecutivo de Eastern Air Lines, Frank Borman, declaró que las historias de fantasmas posteriores al accidente eran "basura" y consideró demandar a los productores de la película The Ghost of Flight 401 por calumnia y difamación. 
El músico Bob Welch grabó una canción titulada "The Ghost of Flight 401" ("El fantasma del vuelo 401") y la incluyó en su álbum Three Hearts, de 1979. 
En la serie televisiva Supernatural se hace referencia al "fantasma del 401" en el cuarto episodio de la primera temporada, después de que un avión se estrella bajo circunstancias paranormales.

## Dramatización
El accidente está plasmado en un episodio de la quinta temporada de Mayday: catástrofes aéreas, titulado «Fatal Distraction» en la versión original y «Distracción fatal» en español.